# 石黒直次
石黒 直次（いしぐろ なおつぎ、1940年（昭和15年）4月18日 - ）は、日本の政治家。元秋田県仙北市長。旧角館町（現・仙北市）長。

## 来歴
秋田県仙北郡角館町出身。秋田県立角館高等学校を経て、東北大学工学部精密工学科卒、同大学大学院工学研究科修士課程修了。修了後は神戸製鋼所に入社、圧縮機設計課長などを歴任する。1988年、帰郷し、横手市の横手精工に入社し、工場長となる。1994年、角館町助役に就任、2005年、同町長に当選する。同年、角館町は田沢湖町、西木村と合併し、仙北市が発足、合併後の市長選挙に立候補し、元西木村長と元田沢湖町課長を破って当選した。仙北市長を1期務め、2009年の市長選挙では再選を目指したが、元秋田県議の門脇光浩に敗れた。